# أحمد الدويحي
أحمد سعيد الدويحي ويشتهر أحمد الدويحي (مواليد 1954 في العسلة، منطقة الباحة، السعودية) هو كاتب وصحفي سعودي.

## مسيرته المهنية
كتب مقالات أدبية وسياسية ونقدية في صحف سعودية وعربية مختلفة. وعمل محررًا بجريدة «عكاظ» لمدة عامين، وكتب زاوية أسبوعية ثقافية بملحق «روافد» بجريدة «البلاد» السعودية لمدة ثلاثة أعوام. أما أطول تجاربه الصحفية فكانت في جريدة «الرياض» وعمل بها ثمانية عشر عامًا. ختم مشواره الصحفي بمجلة «اليمامة».
الدويحي هو عضو نادي القصة التابع لجمعية الثقافة والفنون السعودية، وعضو مؤسس وفاعل في جماعة السرد بالرياض.

## مؤلفاته
- «البديل» (مجموعة قصصية)، 1986[2]
- «ريحانة» (رواية)، 1990
- «قالت فجرها» (مجموعة قصصية)، 2000
- «ارتحالات الروح والجسد» (رواية)، 2001
- «أواني الورد» (رواية)، 2001[3]
- «المكتوب مرة أخرى» (رواية)، 2002[4][5]
- «مدن الدخان» (رواية)، 2007[6]
- «وحي الآخرة» (رواية)، 2010[7]
- «غيوم امرأة استثنائية»، 2013[8]
- «منابت العشق» (رواية)، 2016[9]
- «وجوه وزوايا» (تأملات أدبية)، 2016[10]
- «تفاصيل صغيرة لفضاء شاسع» (مجموعة قصصية)، 2019[11]
- «أنثى التيه» (رواية)، 2020[12]
- «بائعة الشاهي» (رواية)، 2022.